# Mestre de Abrantes
 Mestre de Abrantes  foi um pintor português. Viveu em meados do século XVI. Sob este nome de conveniência reúne-se uma produção importante de um ignorado artista, que foi contudo uma das mais interessantes personalidades pictóricas de meados desse século e um dos principais agentes do processo de italianização que a pintura portuguesa então sofreu. Embora muito radicadas no estilo de Gregório Lopes, as suas obras mostram um gosto cada vez maior pela agitação dos conjuntos de figuras, pelas colorações estranhas e ácidas, pelas distorções formais já próximas do maneirismo e por um processo de aplicação da matéria em largas pinceladas, livres e quase expressionistas. A base de caracterização da sua obra e razão do seu nome provisório são os cinco painéis que pintou para a Misericórdia de Abrantes, pouco depois de 1550. 
À volta deste núcleo é possível reunir outras obras, como dois calvários do Museu Nacional de Arte Antiga e uma Circuncisão, do mesmo museu, vinda do Convento de Santa Clara de Santarém, bem como uma Descida da Cruz do Museu de Arte Sacra do Funchal e um passo hagiográfico de Santo Adrião, na Igreja da Póvoa de Santo Adrião, próximo de Loures.
Ao Mestre de Abrantes é também atribuído o Políptico do Arco da Calheta existente na Igreja de S. Brás do Arco da Calheta.